# Liste der Kulturdenkmäler in Ollmuth
In der Liste der Kulturdenkmäler in Ollmuth sind alle Kulturdenkmäler der rheinland-pfälzischen Ortsgemeinde Ollmuth aufgeführt. Grundlage ist die Denkmalliste des Landes Rheinland-Pfalz (Stand: 8. Februar 2023).

## Einzeldenkmäler
| Bezeichnung                         | Lage                                                                     | Baujahr         | Beschreibung                                     | Bild            |
| ----------------------------------- | ------------------------------------------------------------------------ | --------------- | ------------------------------------------------ | --------------- |
| Katholische Filialkirche St. Thomas | Kapellenstraße 2 Lage                                                    | 1834            | barock-klassizistischer Saalbau, bezeichnet 1834 | BW              |
| Thomaskapelle                       | nordwestlich des Ortes an der K 46 Lage                                  | 19. Jahrhundert | Wegekapelle mit Fatimabild, 19. Jahrhundert      | Fotos hochladen |
| Wegekreuz                           | nordwestlich des Ortes an der K 46 neben der Thomaskapelle Lage          | 1841            | Altarkreuz, Rotsandstein, 1841                   | Fotos hochladen |
| Wegekreuz                           | südlich des Ortes im Ruwertal an der Gemarkungsgrenze zu Hinzenburg Lage | 1862            | klassizistisches Pfeilerkreuz, bezeichnet 1862   | Fotos hochladen |